# Hydata scripturata
Hydata scripturata là một loài bướm đêm trong họ Geometridae.